# جام حذفی فوتبال روسیه
جام حذفی فوتبال روسیه (به روسی: Кубок России по футболу) مسابقاتی است که به صورت حذفی در کشور روسیه از سال ۱۹۹۲ تاکنون برگزار می‌شود.
باشگاه فوتبال لوکوموتیو مسکو با ۹ قهرمانی پرافتخارترین تیم این سری مسابقات به حساب می‌آید.

## بازی نهایی
The Russian Cup has been played since 1992. The finals have produced the following results:
| فصل       | قهرمانان | گل زده             | نایب قهرمانان | ورزشگاه                                  | تعداد تماشاچیان |
| --------- | --- | ------------------ | --- | ---------------------------------------- | --------------- |
| ۱۹۹۲–۹۳   | باشگاه فوتبال تورپدو مسکو (1) · ۸' Savichev · پنالتی‌ها: - Afanasyev · Novgorodov · Pazyomov · Arefyev · Ulyanov                                             | 1–1 (و.ا.) 5–3 (پ) | باشگاه فوتبال زسکا مسکو · 20' Faizulin · پنالتی‌ها: - Antonovich · Dudnik · Minko · Mamchur                                                                        | ورزشگاه لوژنیکی، مسکو                    | ۲۰٬۰۰۰          |
| ۱۹۹۳–۹۴   | باشگاه فوتبال اسپارتاک مسکو (1) · ۶' ایگور لدیاخوف · ۱۱' والری کارپین · پنالتی‌ها: - ایگور لدیاخوف · ویکتور اونوپکو · Ternavsky · دیمیتری آلنیچف             | 2–2 (و.ا.) 4–2 (پ) | باشگاه فوتبال زسکا مسکو · ۳۹' Radimov · ۵۸' Bystrov · پنالتی‌ها: - Grishin · Bushmanov · Kupriyanov · Bystrov                                                      | ورزشگاه لوژنیکی، مسکو                    | ۳۰٬۰۰۰          |
| ۱۹۹۴–۹۵   | باشگاه فوتبال دینامو مسکو (1) · پنالتی‌ها: - Nekrasov · Ishkinin · Samatov · Kutsenko · Yakhimovich · Bogomolov · Safronov · Shulgin                         | 0–0 (و.ا.) 8–7 (پ) | باشگاه فوتبال روتور ولگوگراد · پنالتی‌ها: - Veretennikov · Bondar · Burlachenko · Menshchikov · Troynin · Nechay · Zhunenko · Korniyets                            | ورزشگاه لوژنیکی، مسکو                    | ۲۰٬۰۰۰          |
| ۱۹۹۵–۹۶   | باشگاه فوتبال لوکوموتیو مسکو (1) · ۱۰'، ۴۳' Kosolapov · ۸۵' Drozdov                                                                                         | ۳–۲                | باشگاه فوتبال اسپارتاک مسکو · ۲۲' Lipko · ۳۰' یوری نیکیفوروف | Dynamo Stadium, مسکو                     | ۲۰٬۰۰۰          |
| ۱۹۹۶–۹۷   | باشگاه فوتبال لوکوموتیو مسکو (2) · ۲۵' الکساندر اسمیرنوف (بازیکن فوتبال، زاده ۱۹۶۸) · ۷۸' Kharlachyov                                                       | ۲–۰                | باشگاه فوتبال دینامو مسکو | Torpedo Stadium, مسکو                    | ۱۳٬۸۰۰          |
| ۱۹۹۷–۹۸   | باشگاه فوتبال اسپارتاک مسکو (2) · ۸۶' Tikhonov | ۱–۰                | باشگاه فوتبال لوکوموتیو مسکو | ورزشگاه لوژنیکی، مسکو                    | ۳۶٬۸۰۰          |
| ۱۹۹۸–۹۹   | باشگاه فوتبال زنیت سن پترزبورگ (1) · ۵۷'، ۵۹' Panov · ۶۵' Maksymyuk                                                                                         | ۳–۱                | باشگاه فوتبال دینامو مسکو · ۲۶' Pisarev | ورزشگاه لوژنیکی، مسکو                    | ۲۲٬۰۰۰          |
| ۱۹۹۹–۲۰۰۰ | باشگاه فوتبال لوکوموتیو مسکو (3) · ۴۱' وادیم افسیف · ۹۶' دمیتری بولیکین · ۱۱۳' Tsymbalar                                                                    | 3–2 (و.ا.)         | باشگاه فوتبال زسکا مسکو · ۳۲' سرگی سماک · ۱۲۰' Kornaukhov | Dynamo Stadium, مسکو                     | ۲۶٬۰۰۰          |
| ۲۰۰۰–۰۱   | باشگاه فوتبال لوکوموتیو مسکو (4) · ۹۰' Janashia · پنالتی‌ها: - مارات اسماعیلوف · جیکوب لکجتو · ایگور چوگاینوف · Maminov · دمیتری لوسکوف                      | 1–1 (و.ا.) 4–3 (پ) | باشگاه فوتبال آنژی مخاچ‌قلعه · ۹۰' Sirkhayev · پنالتی‌ها: - روسلان آگالاروف · Akayev · Sirkhayev · Rahimić · Yaskovich                                              | Dynamo Stadium, مسکو                     | ۸٬۵۰۰           |
| ۲۰۰۱–۰۲   | باشگاه فوتبال زسکا مسکو (1) · ۳۰' آندری سولوماتین · ۵۲' Yanovsky                                                                                            | ۲–۰                | باشگاه فوتبال زنیت سن پترزبورگ | ورزشگاه لوژنیکی، مسکو                    | ۴۸٬۰۰۰          |
| ۲۰۰۲–۰۳   | باشگاه فوتبال اسپارتاک مسکو (3) · ۲۸' یگور تیتف | ۱–۰                | باشگاه فوتبال روستوف | آرزددی آرنا، مسکو                        | ۲۲٬۰۰۰          |
| ۲۰۰۳–۰۴   | باشگاه فوتبال احمد گروزنی (1) · ۹۰+۲' Fedkov | ۱–۰                | باشگاه فوتبال کریلیا سووتوف سامارا | آرزددی آرنا، مسکو                        | ۱۷٬۰۰۰          |
| ۲۰۰۴–۰۵   | باشگاه فوتبال زسکا مسکو (2) · ۶۸' یوری ژیرکوف | ۱–۰                | باشگاه فوتبال خیمکی | آرزددی آرنا، مسکو                        | ۲۵٬۰۰۰          |
| ۲۰۰۵–۰۶   | باشگاه فوتبال زسکا مسکو (3) · ۴۳'، ۹۰+۳' ژو · ۹۰' واگنر لاو                                                                                                 | ۳–۰                | باشگاه فوتبال اسپارتاک مسکو | ورزشگاه لوژنیکی، مسکو                    | ۶۷٬۰۰۰          |
| ۲۰۰۶–۰۷   | باشگاه فوتبال لوکوموتیو مسکو (5) · ۱۰۲' O'Connor | 1–0 (و.ا.)         | باشگاه فوتبال مسکو | ورزشگاه لوژنیکی، مسکو                    | ۴۵٬۰۰۰          |
| ۲۰۰۷–۰۸   | باشگاه فوتبال زسکا مسکو (4) · ۶۵' واگنر لاو · ۷۵' ژو پنالتی‌ها: - یوری ژیرکوف · واگنر لاو · ژو · Janczyk                                                     | 2–2 (و.ا.) 4–1 (پ) | باشگاه فوتبال آمکار پرم · ۵۷' Drinčić · ۶۴' تومیسلاو دویموویچ پنالتی‌ها: - Drinčić · Kushev · تومیسلاو دویموویچ                                                    | آرزددی آرنا، مسکو                        | ۲۴٬۰۰۰          |
| ۲۰۰۸–۰۹   | باشگاه فوتبال زسکا مسکو (5) · ۹۰+۲' Aldonin | ۱–۰                | باشگاه فوتبال روبین کازان | ورزشگاه آرنا خیمکی، خیمکی                | ۱۳٬۰۰۰          |
| ۲۰۰۹–۱۰   | باشگاه فوتبال زنیت سن پترزبورگ (2) · ۶۰' (پنالتی) رومن شیروکوف                                                                                              | ۱–۰                | Sibir Novosibirsk | Olimp – 2, روستوف-نا-دونو                | ۱۵٬۰۰۰          |
| ۲۰۱۰–۱۱   | باشگاه فوتبال زسکا مسکو (6) · ۱۳'، ۶۹' سیدو دومبیا | ۲–۱                | Alania Vladikavkaz · ۲۳' دانیلو نیکو | Shinnik Stadium, یاروسلاول               | ۱۲٬۹۰۰          |
| ۲۰۱۱–۱۲   | باشگاه فوتبال روبین کازان (1) · ۷۸' R. Yeryomenko | ۱–۰                | باشگاه فوتبال دینامو مسکو | ورزشگاه مرکزی (یکاترینبورگ), یکاترینبورگ | ۲۷٬۰۰۰          |
| ۲۰۱۲–۱۳   | باشگاه فوتبال زسکا مسکو (7) · ۱۱' احمد موسی (بازیکن فوتبال) پنالتی‌ها: - پاول مامایف · واسیلی برزوتسکی · احمد موسی (بازیکن فوتبال) · واگنر لاو · سیدو دومبیا | 1–1 (و.ا.) 4–3 (پ) | باشگاه فوتبال آنژی مخاچ‌قلعه · ۷۴' لاسانا دیارا پنالتی‌ها: - مبارک بوصوفه · یوری ژیرکوف · ویلیان (بازیکن فوتبال، زاده ۱۹۸۸) · ژوسیلی (بازیکن فوتبال) · ساموئل اتوئو | Terek Stadium , گروزنی                   | ۲۸٬۰۰۰          |
| ۲۰۱۳–۱۴   | باشگاه فوتبال روستوف (1) · پنالتی‌ها: - هروویه میلیچ · دمیتری پولوز · Dyakov · فلورنت سناما پانگولی · آرتم دزوبا · Gațcan · Lolo                             | 0–0 (و.ا.) 6–5 (پ) | باشگاه فوتبال کراسنودار · پنالتی‌ها: - آندریاس گرانکویست · Abreu · Laborde · ژوآوزینیو · آری (بازیکن فوتبال) · رگنار سیگورسون · یوری گازینسکی                      | Anzhi-Arena, کاسپییسک                    | ۱۹٬۵۰۰          |
| ۲۰۱۴–۱۵   | باشگاه فوتبال لوکوموتیو مسکو (6) · ۷۳' عمر نیاسی · ۱۰۴' مبارک بوصوفه · ۱۱۱' الکسی میرانچوک                                                                  | 3–1 (و.ا.)         | باشگاه فوتبال کوبان کراسنودار · ۲۸' Ignatyev | Central Stadium, آستراخان                | ۱۶٬۰۰۰          |
| ۲۰۱۵–۱۶   | باشگاه فوتبال زنیت سن پترزبورگ (3) · ۳۴, ۶۳' هالک (بازیکن فوتبال) · ۵۵' الکساندر کوکورین · ۶۹' آرتور یوسوپوف (بازیکن فوتبال)                                | ۴–۱                | باشگاه فوتبال زسکا مسکو · ۳۶' Olanare | ورزشگاه کازان آرنا، کازان                | ۳۶٬۶۰۰          |
| ۲۰۱۶–۱۷   | باشگاه فوتبال لوکوموتیو مسکو (7) · ۷۶' ایگور دنیسوف · ۹۰' الکسی میرانچوک                                                                                    | ۲–۰                | باشگاه فوتبال اورال یکاترینبورگ | ورزشگاه المپیک فیشت، Olympic Park, سوچی  | ۲۴٬۵۰۰          |
| ۲۰۱۷–۱۸   | باشگاه فوتبال توسنو (1) · ۱۱' Skvortsov · ۸۰' Mirzov | ۲–۱                | Avangard Kursk · ۱۶' Kireyev | ورزشگاه ولگوگراد آرنا، ولگوگراد          | ۴۰٬۳۷۳          |
| ۲۰۱۸–۱۹   | باشگاه فوتبال لوکوموتیو مسکو (8) · ۲۷' Barinov | ۱–۰                | باشگاه فوتبال اورال یکاترینبورگ | ورزشگاه کاسموس آرنا، سامارا (روسیه)      | ۳۸٬۰۱۸          |
| ۲۰۱۹–۲۰   | باشگاه فوتبال زنیت سن پترزبورگ (4) · ۸۴' (پنالتی) آرتم دزوبا                                                                                                | ۱–۰                | باشگاه فوتبال خیمکی | ورزشگاه مرکزی (یکاترینبورگ), یکاترینبورگ | ۳٬۴۰۸           |

## پرافتخارترین باشگاه‌ها
| باشگاه           | قهرمانی |
| ---------------- | ------- |
| لوکوموتیو مسکو   | ۹       |
| زسکا مسکو        | ۸       |
| زنیت سن پترزبورگ | ۴       |
| اسپارتاک مسکو    | ۴       |
| دینامو مسکو      | ۱       |
| ترپدو مسکو       | ۱       |
| ترک گروزنی       | ۱       |
| روبین کازان      | ۱       |